# 阿部恵 (英語学者)
阿部 恵（あべ めぐみ）は、日本の英語学者。徳山工業高等専門学校校長。

## 経歴
1993年 - 1998年、コロンバス日本語補習校 教師。1997年 - 1998年、ワシントンキルボーン高校 日本語教師。1995年、オハイオ州立大学教育学部 修士課程修了。2001年 オハイオ州立大学教育学部 博士課程修了。
2001年 - 2002年、八戸工業高等専門学校 総合科学科 講師。2002年 - 2010年、八戸工業高等専門学校 総合科学科 准教授。2011年 - 2022年、八戸工業高等専門学校 総合科学教育科 教授。
2022年から2025年3月31日まで函館工業高等専門学校 校長。
2025年4月1日より徳山工業高等専門学校 校長。

## 研究分野
外国語教育・第二言語教育を専門とし、英語を第二言語とする学習者のアカデミックライティングに関する研究を行っている。また、工学系学生の英語学習意欲・英語力および異文化理解力の向上の必要性から、海外派遣などに参加する学生の外面的・内面的な変化に関する調査研究に取り組んだ。
加えて、国立高専機構の国際交流センターのプロジェクト長として、国立高専51校の国際交流事業を推進する立場にあり、東北・北海道地区高専の国際交流活動を統括していた。また、全国共通カリキュラムの設定に携わり、全国高等専門学校英語教育学会の理事として、全国の英語教員との連携も図った。

## 引用
1. ↑  “research map”. https://researchmap.jp. 2024年7月23日閲覧。
2. 1 2 3  “research map”. https://researchmap.jp. 2024年7月23日閲覧。
3. 1 2  “男女共同参画の取り組みについて 阿部恵”. www.hachinohe-ct.ac.jp. 2024年7月23日閲覧。